# Ghiacciaio Dalton
Il ghiacciaio Dalton è un ghiacciaio situato nella parte nord-occidentale della Terra di Marie Byrd, in Antartide. Situato in particolare sulla costa di Saunders, nella parte settentrionale della penisola di Edoardo VII, in una parte della Terra di Marie Byrd che si sovrappone alla parte nord-orientale della Dipendenza di Ross, il ghiacciaio, il cui punto più alto arriva a circa 500 m s.l.m., fluisce verso nord fino ad unire il proprio flusso, al quale lungo il tragitto si è unito quello del ghiacciaio Blades, a quello del ghiacciaio Butler, a sud-est dell'isola Chandler.

## Storia
Diverse formazioni di quest'area furono fotografate durante le spedizioni antartiche comandate da Richard Evelyn Byrd e svolte nel 1928-30 e nel 1933-35. Il ghiacciaio Dalton è stato comunque mappato in dettaglio dai membri dello United States Geological Survey (USGS) grazie a fotografie scattate durante ricognizioni aeree effettuate dalla marina militare statunitense e ricognizioni terrestri svolte dallo stesso USGS, tra gli anni 1959 e 1965, e così battezzato dal comitato consultivo dei nomi antartici in onore del tenente Brian C. Dalton, della marina militare statunitense, che fu l'ufficiale in carica presso la stazione Byrd nel 1957.